# Kelly Oubre
Kelly Paul Oubre jr. (New Orleans, 9 dicembre 1995) è un cestista statunitense, professionista nella NBA con i Philadelphia 76ers.
Oubre ha giocato una stagione di basket per l'Università del Kansas prima di essere selezionato dagli Atlanta Hawks con la quindicesima scelta assoluta nel draft NBA 2015, che poi lo hanno ceduto ai Washington Wizards. Oubre ha giocato anche per i Phoenix Suns e i Golden State Warriors.

## Biografia
Oubre è nato a New Orleans, Louisiana, da Kelly Oubre Sr. e Tonya Coleman. Oubre e la sua famiglia hanno vissuto nel quartiere popolare "Magnolia" fino alla prima parte della sua infanzia, stabilendosi successivamente nella sezione Eastover di New Orleans. Frequentò la Edward Hynes Elementary School e giocò per tre squadre di basket della Milne Boys Home (ora conosciuta come New Orleans Recreation Development Commission) durante quel periodo. La famiglia di Oubre si è trasferita a Richmond, in Texas, dopo l'uragano Katrina nel 2005. Oubre ha frequentato la George Bush High School di Fort Bend, Texas, prima di trasferirsi alla Findlay Prep di Henderson, Nevada, per la sua stagione da senior. Nel 2013, Oubre si è impegnato a giocare per i Kansas Jayhawks nel periodo 2014-2015.

## Carriera universitaria
Come matricola in Kansas nel 2014-2015, Oubre è stato nominato due volte il "Big 12 Newcomer of the Week" e successivamente ha ottenuto gli onori di "All-Newcomer Team". Ha anche ottenuto le 12 menzioni d'onore "All-Big". In 36 partite (27 partenze) per i Jayhawks nel 2014-2015, Oubre ha segnato una media di 9,3 punti, 5,0 rimbalzi e 1,1 palle recuperate in 21,0 minuti a partita.
Il 1 aprile 2015, Oubre si è dichiarato per il draft NBA, rinunciando ai suoi ultimi tre anni di idoneità al college.

## NBA

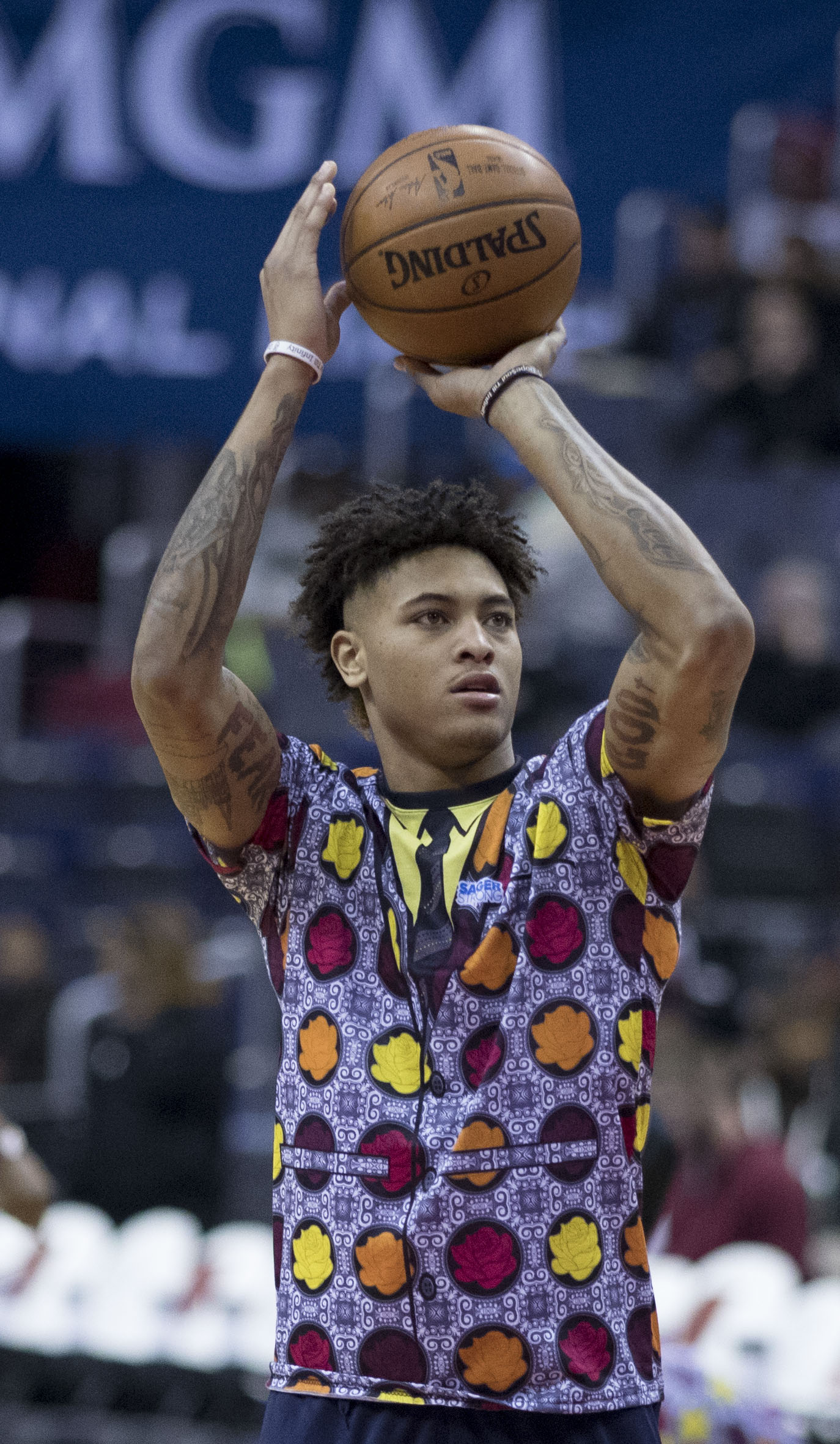
Oubre nel 2015

### Washington Wizards (2015-2018)
Oubre è stato selezionato dagli Atlanta Hawks con la quindicesima scelta assoluta nel Draft NBA 2015. I suoi diritti di leva furono poi ceduti ai Washington Wizards. Nel dicembre 2015, ha segnato 18 punti, il massimo della carriera, tirando 6 su 15 nella sconfitta per 114-95 contro i San Antonio Spurs. Durante il suo tempo di gioco limitato durante la sua stagione da rookie, Oubre ha mostrato segni di diventare un efficace giocatore di "3 e D".
Il 28 novembre 2016, Oubre ha registrato la sua prima doppia doppia in carriera con 10 punti e 10 rimbalzi in una vittoria per 101-95 ai supplementari sui Sacramento Kings. A dicembre, ha segnato un record in carriera di 19 punti con nove rimbalzi e tre palle recuperate nella vittoria per 110–105 sui Milwaukee Bucks.
Il 10 dicembre 2018, Oubre ha segnato 23 punti, il record della stagione, in una sconfitta per 109-101 contro gli Indiana Pacers.

### Phoenix Suns (2018-2020)

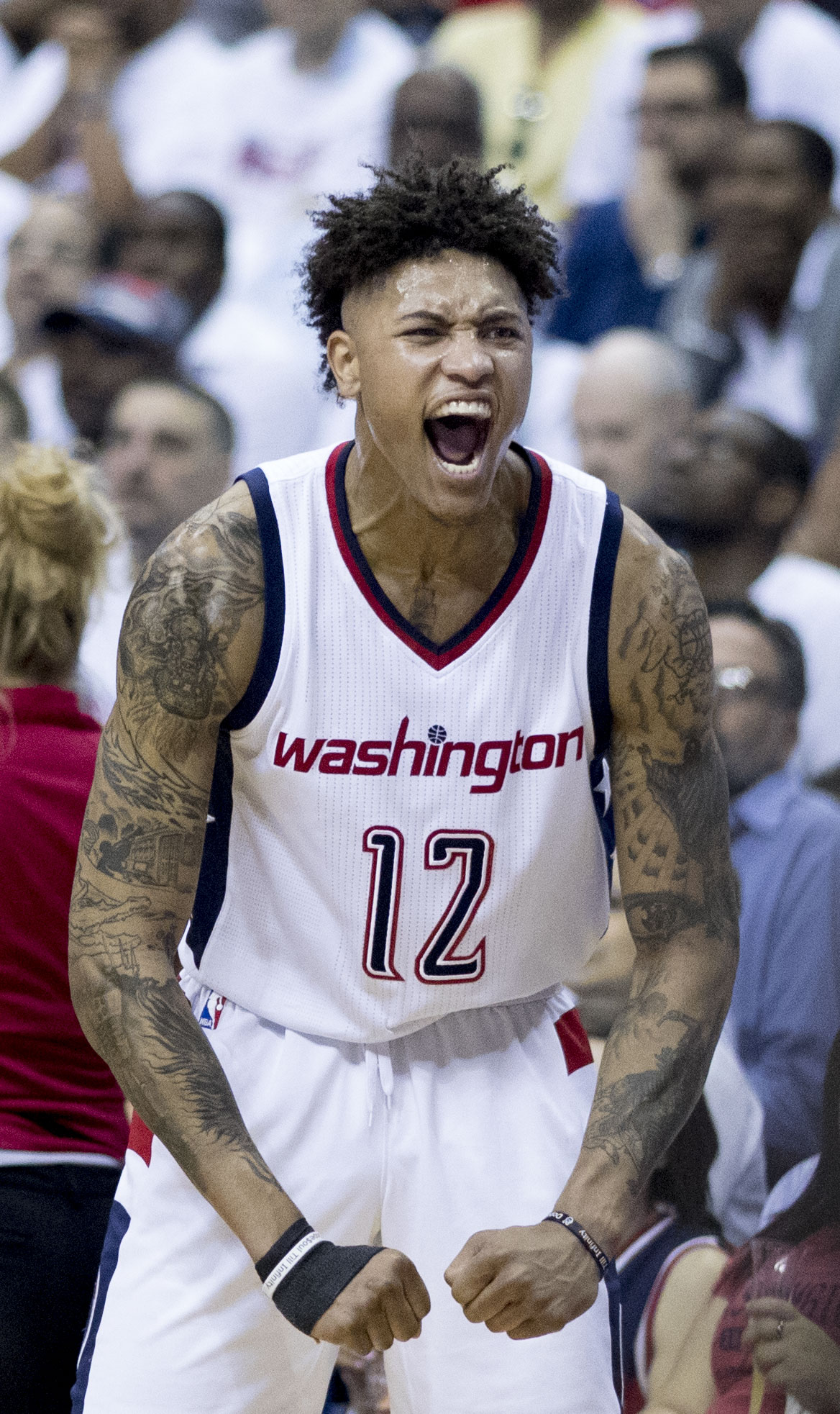
Oubre nel 2016

Nel dicembre 2018 viene scambiato assieme a Austin Rivers ai Phoenix Suns per Trevor Ariza. Ha fatto il suo debutto con i Suns due giorni dopo, segnando 13 punti nella vittoria per 111–103 sui Boston Celtics.
Il 16 luglio 2019, Oubre ha firmato un'estensione del contratto biennale da 30 milioni di dollari con i Phoenix Suns. A dicembre, Oubre ha ottenuto 15 rimbalzi, il record della sua carriera, insieme a 14 punti e quattro stoppate nella vittoria per 139-132 ai supplementari sui New Orleans Pelicans. Oubre eguagliò il suo record in carriera per rimbalzi il 28 dicembre, segnando anche 20 punti, in una vittoria per 112-110 sui Sacramento Kings.
Nella stagione 2019-2020 il 7 febbraio, Oubre mette a segno 39 punti nella vittoria contro gli Houston Rockets, sancendo così il suo carrer-high.

### Golden State Warriors (2020-2021)
Dapprima scambiato con gli Oklahoma City Thunder nella trade che porta Chris Paul a Phoenix, successivamente, dopo l'infortunio accorso a Klay Thompson, si trasferisce ai Golden State Warriors i quali usano una trade exception di $14.5M e cedono a OKC una scelta protetta al primo giro del Draft 2021 (diventeranno due scelte del secondo giro nel caso in cui GS finisca in top 20).
Il 4 febbraio 2021, Oubre ha segnato 40 punti, sancendo il suo nuovo carrer-high nella vittoria per 147-116 sui Dallas Mavericks.

### Charlotte Hornets (2021-2023)
Oubre ha firmato un contratto biennale da 25 milioni di dollari con gli Charlotte Hornets il 7 agosto 2021. Il 20 ottobre ha fatto il suo debutto con gli Hornets, segnando 14 punti in una vittoria per 123-122 sugli Indiana Pacers. Nel gennaio 2022, Oubre ha segnato 39 punti record della stagione e 10 triple in carriera in una vittoria per 158–126 sugli Indiana Pacers.
Il 18 novembre 2022, Oubre ha segnato 34 punti, il massimo della stagione, insieme a tre rimbalzi e tre palle recuperate, in una sconfitta per 132-122 ai supplementari contro i Cleveland Cavaliers. Nel dicembre, ha subito un infortunio alla mano sinistra nella vittoria per 121–113 sugli Oklahoma City Thunder. Nel gennaio 2023, Oubre è stato sottoposto a un intervento chirurgico per riparare un legamento rotto nella mano sinistra ed è stato escluso a tempo indeterminato. Nel febbraio, ha registrato 8 punti e tre rimbalzi nella vittoria per 121–113 sui Minnesota Timberwolves.

### Philadelphia 76ers (2023-)
Il 19 settembre 2023 firma un contratto al minimo salariale con i Philadelphia 76ers.

## Vita privata

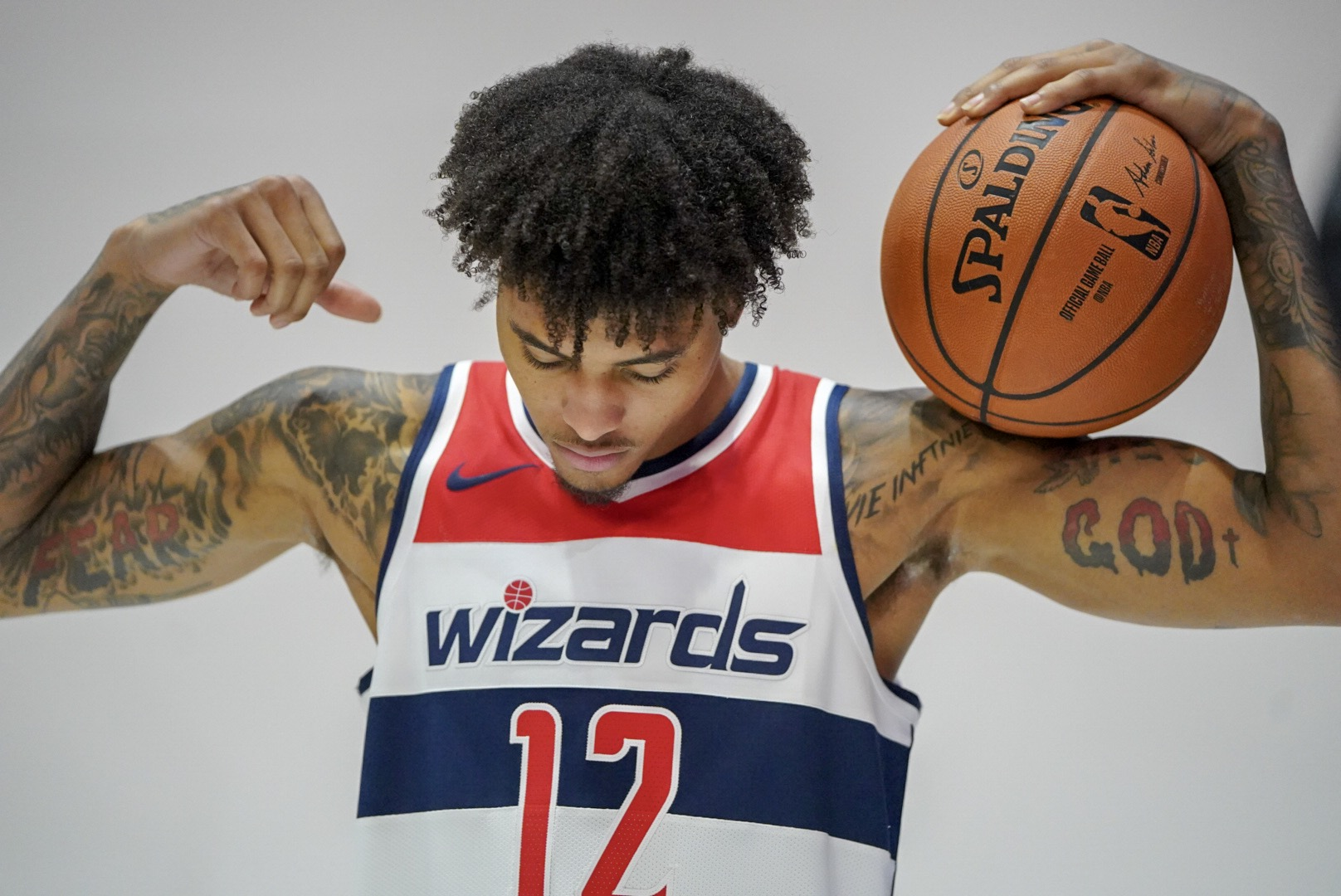
Oubre in uno shooting nel 2018

Durante il suo mandato con i Phoenix Suns, Oubre ha creato un marchio di merce per aiutare a celebrare la comunità in Arizona e la squadra di cui è diventato parte per la crescita del loro futuro. Il nome "Valley Boyz" che ha inventato per questo marchio è nato per la prima volta come hashtag di Oubre il 9 gennaio 2019, come tag di posizione per la squadra su Instagram. I proventi iniziali delle vendite locali nell'Uptown Plaza di Phoenix sono stati dati al suo compagno di squadra Deandre Ayton come provento per i soccorsi contro l'uragano Dorian alle Bahamas attraverso l'UNICEF.
Oltre al marchio Valley Boyz, Oubre ha anche contribuito a progettare e promuovere le maglie "City Edition" della squadra per la stagione 2020-21.

## Statistiche

### NCAA
| Anno      | Squadra         | PG | PT | MP   | TC%  | 3P%  | TL%  | RP  | AP  | PRP | SP  | PP  |
| --------- | --------------- | -- | -- | ---- | ---- | ---- | ---- | --- | --- | --- | --- | --- |
| 2014-2015 | Kansas Jayhawks | 36 | 27 | 21,0 | 44,4 | 35,8 | 71,8 | 5,0 | 0,8 | 1,1 | 0,4 | 9,3 |
| Carriera  | Carriera        | 36 | 27 | 21,0 | 44,4 | 35,8 | 71,8 | 5,0 | 0,8 | 1,1 | 0,4 | 9,3 |

#### Massimi in carriera
- Massimo di punti: 25 vs Texas Christian (12 marzo 2015)[21]
- Massimo di rimbalzi: 10 (3 volte)
- Massimo di assist: 3 (3 volte)
- Massimo di palle rubate: 4 vs Baylor (7 gennaio 2015)
- Massimo di stoppate: 3 vs Texas-Austin (28 febbraio 2015)
- Massimo di minuti giocati: 35 (2 volte)

### NBA

#### Regular Season
| Anno      | Squadra            | PG  | PT  | MP   | TC%  | 3P%  | TL%  | RP  | AP  | PRP | SP  | PP   |
| --------- | ------------------ | --- | --- | ---- | ---- | ---- | ---- | --- | --- | --- | --- | ---- |
| 2015-2016 | Wash. Wizards      | 63  | 9   | 10,7 | 42,7 | 33,6 | 63,3 | 2,1 | 0,2 | 0,3 | 0,1 | 3,7  |
| 2016-2017 | Wash. Wizards      | 79  | 5   | 20,3 | 42,1 | 28,7 | 75,8 | 3,3 | 0,6 | 0,7 | 0,2 | 6,3  |
| 2017-2018 | Wash. Wizards      | 81  | 11  | 27,5 | 40,3 | 34,1 | 82,0 | 4,5 | 1,2 | 1,0 | 0,4 | 11,8 |
| 2018-2019 | Wash. Wizards      | 29  | 7   | 26,0 | 43,3 | 31,1 | 80,0 | 4,4 | 0,7 | 0,9 | 0,7 | 12,9 |
| 2018-2019 | Phoenix Suns       | 40  | 12  | 29,5 | 45,3 | 32,5 | 76,1 | 4,9 | 1,6 | 1,4 | 1,0 | 16,9 |
| 2019-2020 | Phoenix Suns       | 56  | 55  | 34,5 | 45,2 | 35,2 | 78,0 | 6,4 | 1,5 | 1,3 | 0,7 | 18,7 |
| 2020-2021 | G.S. Warriors      | 55  | 50  | 30,7 | 43,9 | 31,6 | 69,5 | 6,0 | 1,3 | 1,0 | 0,8 | 15,4 |
| 2021-2022 | Charlotte Hornets  | 76  | 13  | 26,3 | 44,0 | 34,5 | 66,7 | 4,0 | 1,1 | 1,0 | 0,4 | 15,0 |
| 2022-2023 | Charlotte Hornets  | 48  | 40  | 32,2 | 43,1 | 31,9 | 76,0 | 5,2 | 1,1 | 1,4 | 0,4 | 20,3 |
| 2023-2024 | Philadelphia 76ers | 68  | 52  | 30,2 | 44,1 | 31,1 | 75,0 | 5,0 | 1,5 | 1,1 | 0,7 | 15,4 |
| 2024-2025 | Philadelphia 76ers | 60  | 57  | 34,6 | 47,0 | 29,3 | 75,1 | 6,1 | 1,8 | 1,5 | 0,5 | 15,1 |
| Carriera  | Carriera           | 655 | 311 | 27,1 | 43,8 | 32,5 | 75,1 | 4,6 | 1,1 | 1,0 | 0,5 | 13,3 |

#### Play-off
| Anno     | Squadra            | PG | PT | MP   | TC%  | 3P%  | TL%  | RP  | AP  | PRP | SP  | PP   |
| -------- | ------------------ | -- | -- | ---- | ---- | ---- | ---- | --- | --- | --- | --- | ---- |
| 2017     | Wash. Wizards      | 12 | 0  | 15,3 | 42,6 | 36,7 | 70,0 | 2,3 | 0,3 | 0,8 | 0,4 | 5,8  |
| 2018     | Wash. Wizards      | 6  | 1  | 24,7 | 37,5 | 21,1 | 88,9 | 3,8 | 0,7 | 1,0 | 0,5 | 9,3  |
| 2024     | Philadelphia 76ers | 6  | 6  | 37,3 | 48,4 | 39,1 | 72,7 | 4,0 | 1,7 | 1,8 | 1,2 | 13,2 |
| Carriera | Carriera           | 24 | 7  | 23,2 | 43,4 | 33,3 | 79,5 | 3,1 | 0,8 | 1,1 | 0,6 | 8,5  |

#### Massimi in carriera
- Massimo di punti: 40 vs Dallas Mavericks (4 febbraio 2021)[22]
- Massimo di rimbalzi: 15 (3 volte)
- Massimo di assist: 7 vs Portland Trail Blazers (24 gennaio 2019)
- Massimo di palle rubate: 6 vs Orlando Magic (14 novembre 2022)
- Massimo di stoppate: 4 (2 volte)
- Massimo di minuti giocati: 47 vs New Orleans Pelicans (5 dicembre 2019)

## Palmarès
- McDonald's All-American (2014)